# Gret Schib Torra
Gret Schib Torra (* 1940 als Gret Schib in Schaffhausen) ist eine Schweizer Romanistin und literarische Übersetzerin aus dem mittelalterlichen Katalanisch.

## Leben und Wirken
Gret Schib Torra hat an der Universität Basel studiert, wo sie 1968 ihre Doktorarbeit über die mittelalterliche französische Übersetzung des Buches der Wunder („La traduction française du Libre de meravelles de Ramon Llull“) vorlegte und selbst später von 1973 bis 1978 Katalanisch lehrte.
Sie hat mehrere Texte von Ramon Llull übersetzt und herausgegeben (u. a. Arbre de filosofia d’amor) und hat die Veröffentlichung der Predigten des Heiligen Vincent Ferrer fortgesetzt, die während des Spanischen Bürgerkriegs unterbrochen worden war. Diese Predigten hat sie mit philologischem Kommentar 1977 veröffentlicht.
Ab 1998 hat sie Llibre d’Amic e Amat und 2007 Llibre de meravelles von Ramon Llull aus dem Katalanischen ins Deutsche übersetzt. Zudem übersetzte sie 2008 auch seine Erzählung Curial e Güelfa zusammen mit einer Einleitung im Rahmen der Reihe Katalanische Literatur des Mittelalters. 2005 veröffentlichte sie ausserdem die deutsche Übersetzung der Contes von Pere Calders.

## Anerkennungen
Im Jahr 2020 wurde sie in das Projekt Forscherinnen in den Staatsarchiven (1900–1970) für die archivarische Beschreibung und die Einrichtung einer spezifischen Microsite im Portal der spanischen Archive (PARES) aufgenommen, das von 2020 bis 2023 entwickelt wurde. Dieses Projekt wurde von der Generaldirektion der Staatsarchive mit dem Ziel gefördert, die von Frauen im Zeitraum 1900–1970 in Spanien geleistete Forschungsarbeit auf der Grundlage der in den Verwaltungsarchiven des AAEE des Kulturministeriums (Nationales Historisches Archiv, Archiv der Krone von Aragonien, Generalarchiv von Simancas, Generalarchiv der Indios, Archiv der Königlichen Kanzlei von Valladolid, Generalarchiv der Verwaltung und Dokumentarisches Informationszentrum der Archive) aufbewahrten Unterlagen sichtbar zu machen.

## Übersetzte Werke (Auswahl)
- Ramon Lull: Felix oder das Buch der Wunder. Aus dem Katalanischen übersetzt von Gret Schib Torra. Schwabe, Basel 2007, ISBN 978-3-7965-2236-9.
- Ramon Lull: Curial und Guelfa. Ein katalanischer Ritterroman. Aus dem Katalanischen übersetzt und eingeleitet von Gret Schib Torra. LIT Verlag, Münster 2008, ISBN 978-3-8258-1358-1.
- Vinzenz Ferrer: Predigten. Ausgewählt, eingeleitet und aus dem Katalanischen übersetzt von Gret Schib Torra (=Band 7 von Katalanische Literatur des Mittelalters), LIT Verlag, Münster 2024, ISBN 978-3-643-12408-1.
- Ramon Lull: Der Baum der Liebesphilosophie. Aus dem Katalanischen übersetzt von Gret Schib Torra. LIT Verlag, Münster 2016, ISBN 978-3-643-13327-4.